# Elchesheim-Illingen
Elchesheim-Illingen è un comune tedesco di 3 371 abitanti, situato nello Stato federato del Baden-Württemberg.

## Amministrazione
Sindaco (Bürgermeister)
- 2003–2009: Joachim Ertl